# 그네스타시

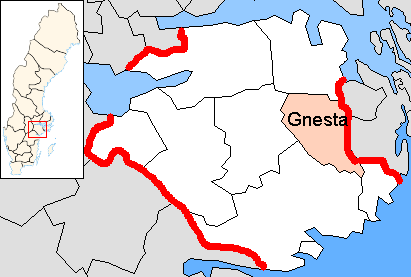
그네스타 시의 위치

그네스타시(스웨덴어: Gnesta kommun)는 스웨덴 쇠데르만란드주에 위치한 지방 자치체로 행정 중심지는 그네스타이며 면적은 538.14km2, 인구는 10,861명(2016년 12월 31일 기준), 인구 밀도는 20명/km2이다.

시 문장